# کرام‌پاند (نیویورک)
کرام‌پاند (به انگلیسی: Crompond) یک منطقهٔ مسکونی در ایالات متحده آمریکا است که در شهرستان وستچستر، نیویورک واقع شده است. کرام‌پاند ۶٫۵ کیلومتر مربع مساحت و ۲٬۲۹۲ نفر جمعیت دارد و ۱۲۸ متر بالاتر از سطح دریا واقع شده است.